# Lajkovac (vas)
Lajkovac (izvirno srbsko Лајковац) je vas v Srbiji, ki upravno spada pod Občino Lajkovac; slednja pa je del Kolubarskega upravnega okraja.

## Demografija
V naselju živi 1480 polnoletnih prebivalcev, pri čemer je njihova povprečna starost 36,2 let (36,1 pri moških in 36,4 pri ženskah). Naselje ima 583 gospodinjstev, pri čemer je povprečno število članov na gospodinjstvo 3,34.
To naselje je, glede na rezultate popisa iz leta 2002, večinoma srbsko, a v času zadnjih 3 popisov je opazen porast števila prebivalcev.
|  |

| Demografija | Demografija     | Demografija     |
| Leto        | Št. prebivalcev | Št. prebivalcev |
| ----------- | --------------- | --------------- |
|             |                 |                 |
|             |                 |                 |
|             |                 |                 |
|             |                 |                 |
| 1948        | 747             |                 |
| 1953        | 1043            |                 |
| 1961        | 967             |                 |
| 1971        | 1099            |                 |
| 1981        | 1464            |                 |
| 1991        | 1859            | 1847            |
| 2002        | 2015            | 1950            |
|             |                 |                 |

| Etnična sestava po popisu iz leta 2002 | Etnična sestava po popisu iz leta 2002 | Etnična sestava po popisu iz leta 2002 | Etnična sestava po popisu iz leta 2002 | Etnična sestava po popisu iz leta 2002 |
| -------------------------------------- | -------------------------------------- | -------------------------------------- | -------------------------------------- | -------------------------------------- |
| Srbi                                   | Srbi                                   |                                        | 1.861                                  | 95,43%                                 |
| Romi                                   | Romi                                   |                                        | 64                                     | 3,28%                                  |
| Črnogorci                              | Črnogorci                              |                                        | 7                                      | 0,35%                                  |
| Slovenci                               | Slovenci                               |                                        | 1                                      | 0,05%                                  |
| Rusi                                   | Rusi                                   |                                        | 1                                      | 0,05%                                  |
| Romuni                                 | Romuni                                 |                                        | 1                                      | 0,05%                                  |
| Makedonci                              | Makedonci                              |                                        | 1                                      | 0,05%                                  |
| Neznano                                | Neznano                                |                                        | 8                                      | 0,41%                                  |